# محمد أمين دنون
محمد الامين دنون(مواليد 9 مايو 1986) هو لاعب كرة قدم فرنسي جزائري. كان آخر ظهور له مع أولمبي الشلف في الرابطة الجزائرية المحترفة الأولى.

## المسيرة
في 6 يوليو 2010، انضم محمد الامين دنون لنادي بايون في صفقة انتقال مجانية بعد إطلاق سراحه من قبل أولمبيك مارسيليا.